# Perceval de Boulainvilliers
Pour les articles homonymes, voir Boulainvilliers.
Perceval de Boulainvilliers est un chevalier, conseiller et chambellan du roi, bailli de Bourges en 1422–1426 puis de 1429 à 1434. Il était également chargé de commissions pour le recrutement des auxiliaires écossais et lombards lors de la guerre de Cent Ans.

## Biographie
Perceval de Boulainvilliers est de fils de Philippe de Boulainvilliers, seigneur de Boulainvilliers, Bezencourt, Offignies, Chepoix, et de Marie d'Auteuil, dame du lieu en Beauvaisis . 
Il épouse Jeanne de Gournay, fille de Perceval de Gournay, gouverneur d'Asti pour le duc d'Orléans. Cette alliance explique les liens qu'il entretenait avec la famille Visconti. 
On conserve de lui une lettre en latin , dont l'historicité a été contestée mais est aujourd'hui établie, datée du 21 juin 1429 et adressée au duc de Milan, Philippe Marie Visconti, où il rapporte tout ce qui se disait de Jeanne d'Arc au tout début de la campagne du sacre de Charles VII. Cette lettre fut plus tard mise en vers par Antoine Astesan. C'est dans cette missive que se trouve une date de naissance mythifiée de Jeanne d'Arc le jour de l'Épiphanie.